# Calaquendi
Les Calaquendi sont des Elfes dans le légendaire de l'écrivain britannique J. R. R. Tolkien. Ce sont les Elfes qui suivirent les Valar en Terre d'Aman, près de Valinor, et virent la lumière des deux Arbres.

## Noms
Calaquendi est un mot quenya signifiant « Elfes de lumière », de cala « lumière » et quendi « Elfes ».

## Divisions
Les Calaquendi sont eux-mêmes divisés en trois groupes : les Vanyar, qui allèrent tous à Valinor et y restèrent ; les Noldor conduits par Finwë, tous se rendirent aussi à Valinor, mais la plupart d'entre eux retournèrent plus tard en Terre du Milieu ; et finalement les Teleri dont la plupart entrèrent en Valinor, mais certains restèrent sur la Terre du Milieu, parmi eux : le charpentier Círdan.
Par opposition aux Calaquendi qui ont vu la lumière des Arbres de Valinor, on trouve les Moriquendi, les Elfes de la nuit (Sindar sauf Elu Thingol, Nandor, Avari).